# احمد تیمور
احمد تیمور (۱۸۷۱–۱۹۳۰) ادیب و تاریخ‌نگار مصری بود. در قاهره زاده شد و هنگامی که سه‌ماهه بود، پدرش اسماعیل بن محمد درگذشت، خواهرش عایشه او را تربیت کرد. نخستین آموزش‌ها را در مدرسه فرانسوی فراگرفت و ادبیات را نزد علمای روزگارش خواند. در بیست و نه سالگی، همسرش درگذشت و دیگر ازدواج نکرد. در کتابخانه‌های شخصی خود گوشه‌گیر شد. در ۱۳۴۰ق/۱۹۲۱م فرزندش محمد تیمور درگذشت. موارد کتابخانهٔ شخصی او ۱۹۵۲۷ جلد بود که ۸۶۷۳ مورد، نسخه‌های خطی را شامل می‌شود. این کتابخانه به وصیت او در سال ۱۹۳۲ به دارالکتب المصریه اهدا شد و عنوان «خزانهٔ تیموریه» برگرفت.